# Embelia kuborensis
Embelia kuborensis là một loài thực vật có hoa trong họ Anh thảo. Loài này được Sleumer mô tả khoa học đầu tiên năm 1987.